# Heinrich Louis d’Arrest

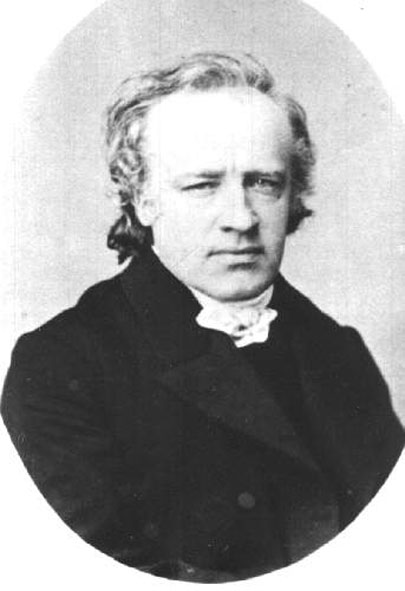
Heinrich Louis d’Arrest

Heinrich Louis d’Arrest (* 13. August 1822 in Berlin; † 14. Juni 1875 in Kopenhagen) war ein deutsch-dänischer Astronom, der in Deutschland und Kopenhagen wirkte. Er entdeckte mehrere Kometen, den Asteroiden (76) Freia sowie 342 Deep-Sky-Objekte. Darüber hinaus war er Mitentdecker des Planeten Neptun. Er ist vor allem durch seine Forschungen über Asteroiden und Kometen bekannt geworden, aber auch wesentlich an der Entschlüsselung von Galaxienhaufen beteiligt.

## Herkunft
Heinrich Louis D’Arrests Vorfahren waren französische Hugenotten, die 1685 nach Aufhebung des Edikts von Nantes nach Deutschland geflüchtet waren. Sein Vater war Rechnungsrat der Französischen Kolonie Louis d'Arrest.

## Leben
D’Arrest studierte Mathematik an der Universität Berlin. In dieser Zeit nahm er astronomische Berechnungen und Himmelsbeobachtungen vor. Am 9. Juli 1844 beobachtete er einen Kometen, dessen Entdeckung allerdings dem Franzosen Mauvais zugesprochen wurde, der ihn zwei Tage zuvor wahrgenommen hatte. Am 28. Dezember 1844 entdeckte d’Arrest dann einen weiteren Kometen.
1845 wurde er Assistent von Johann Franz Encke an der Sternwarte Berlin. Gemeinsam mit Johann Gottfried Galle entdeckte er am 23. September 1846 den Planeten Neptun. Galle und d’Arrest durchsuchten den Himmel systematisch nach den Angaben des Franzosen Urbain Leverrier, der die Position des Planeten anhand der Bahnstörungen des Uranus berechnet hatte.
1848 wechselte d’Arrest zur Sternwarte der Universität Leipzig auf der Pleißenburg. Hier begann er mit einer systematischen Positionsbestimmung von nebligen Objekten. 1850 wurde er zum Ehrendoktor der Philosophischen Fakultät der Universität Leipzig ernannt, 1851 habilitierte er sich hier. Am 28. Juni 1851 entdeckte er den periodischen Kometen 6P/d’Arrest. Im gleichen Jahr veröffentlichte er eine Abhandlung über die Bahnen von Kleinplaneten. Im Frühjahr 1852 wurde er, um einen Weggang nach Washington, D.C. zu verhindern, zum außerordentlichen Professor der Astronomie ernannt. D’Arrest initiierte und förderte die Errichtung einer neuen Sternwarte im Leipziger Johannistal.
Im September 1857 verließ d’Arrest Leipzig und wirkte als ordentlicher Professor für Astronomie an der Universität Kopenhagen. Mit dem Fernrohr der Kopenhagener Sternwarte, das eine Öffnungsweite von 27,5 cm hatte, setzte er seine Beobachtung nebliger Objekte fort und entdeckte mehrere hundert Galaxien, Sternhaufen und Gasnebel. Seine Beobachtungen fasste er in dem 1867 erschienenen Werk Siderum Nebulosorum Observationes Havnienses zusammen. Am 21. Oktober 1862 entdeckte er den Asteroiden (76) Freia.
Für die Fachwelt bedeutsamer war seine Erforschung des Coma-Galaxienhaufens, den er 1861 bis 1867 durch systematisch angelegte Beobachtungen analysierte. Das Kopenhagener Fernrohr hatte ein für diese Zwecke ideales Gesichtsfeld. Etwa 30 Jahre später ergänzte Max Wolf diese Forschungen durch in Heidelberg aufgenommene, tief in den Raum reichende Fotografien des Coma-Haufens.
D’Arrest litt in seinen letzten Lebensjahren stark unter Hypochondrie. Er starb im Alter von 52 Jahren an Herzversagen.
Für seine Leistungen erhielt er zahlreiche Auszeichnungen und Ehrungen (1875 Goldmedaille der Royal Astronomical Society). Er war Mitglied der Akademie der Wissenschaften von Dänemark, Schweden, Sankt Petersburg, Leipzig und München, der britischen Royal Astronomical Society und Ritter des dänischen Dannebrog-Ordens.
Zu seinem Gedenken wurden der Mondkrater D’Arrest, der Krater D’Arrest auf dem Marsmond Phobos sowie der Asteroid (9133) d’Arrest benannt.

## Familie
Am 4. November 1851 heiratete er in Leipzig die Tochter des Astronomen und Mathematikers August Ferdinand Möbius, Auguste Emilie Möbius (* 19. Oktober 1822 in Leipzig; † 28. Dezember 1897 in Kopenhagen), mit der er eine Tochter (Doris Sophie, * 5. März 1853) und einen Sohn (Louis, * 31. März 1855) hatte.